# Pfarrkirche Wernstein am Inn

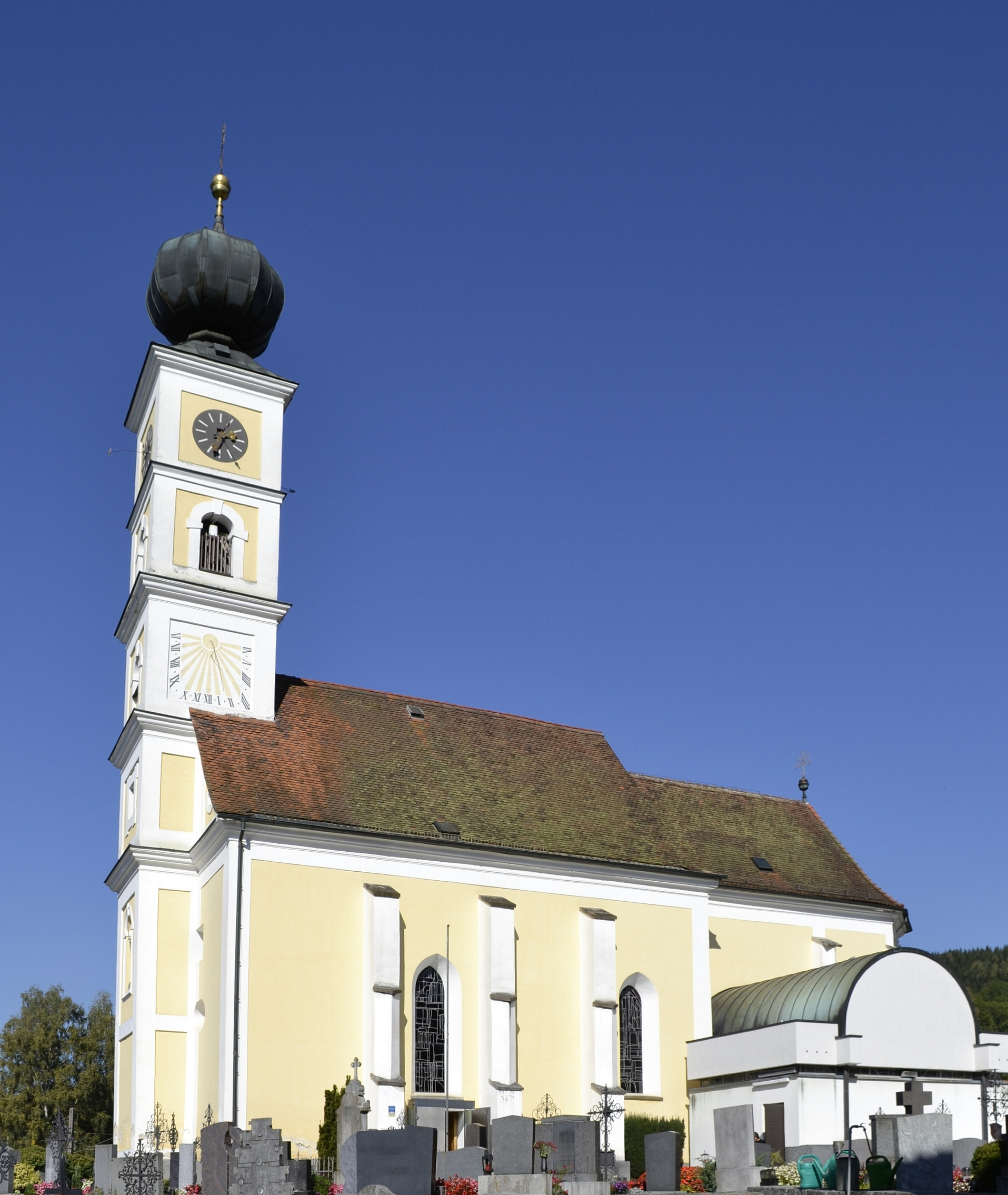
Kath. Pfarrkirche Hl. Georg in Wernstein am Inn

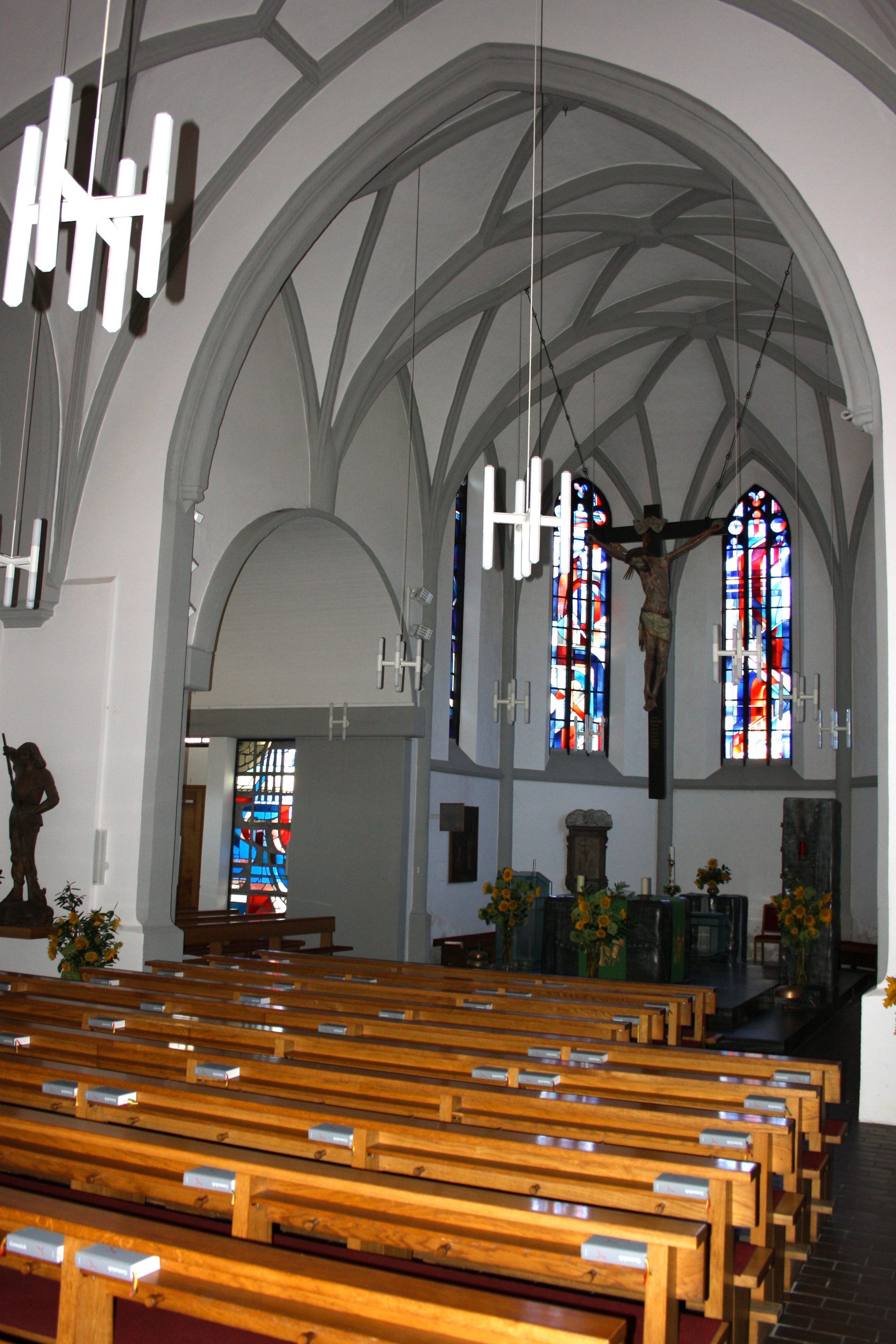
Im Langhaus zum Chor, im Chor die linke seitliche Erweiterung der Moderne mit Tonnengewölbe erkennbar

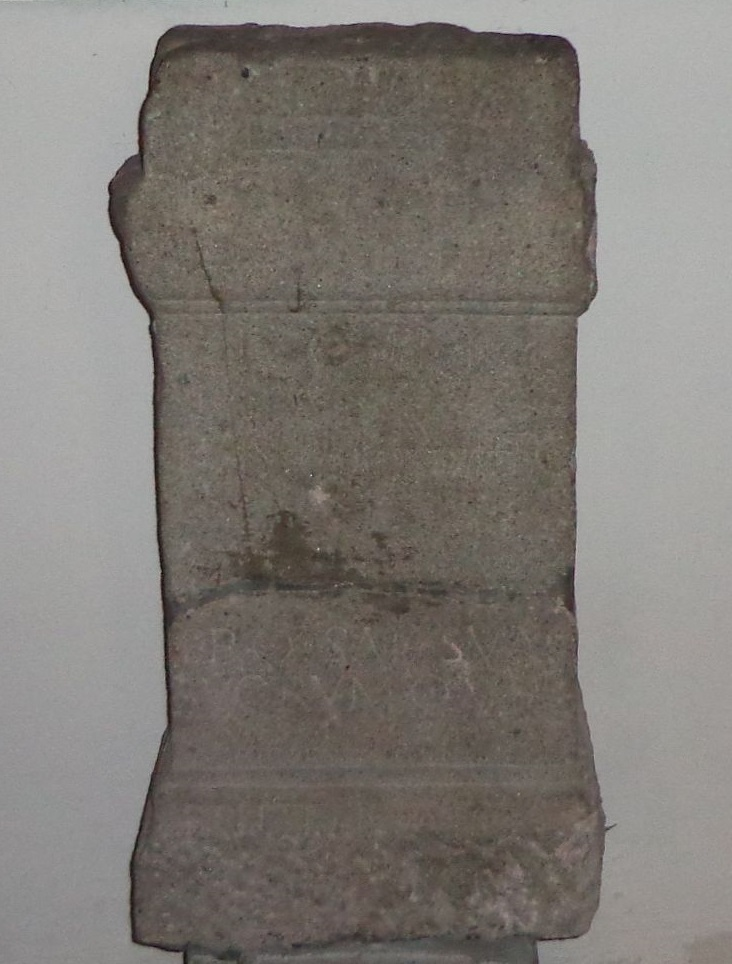
Römischer Weihestein des Marcus Rustius Iunianus in der Pfarrkirche Wernstein

Die römisch-katholische Pfarrkirche Wernstein am Inn mit dem Patrozinium Hl. Georg steht im Ort Wernstein am Inn in der Gemeinde Wernstein am Inn im Bezirk Schärding in Oberösterreich. Seit dem 1. Jänner 2023 gehört Wernstein am Inn als eine von 12 Pfarrteilgemeinden zur Pfarre Schärding der Diözese Linz. Die Kirche und der Friedhof stehen unter Denkmalschutz.

## Geschichte
Der heutige Hauptort der Gemeinde Wernstein am Inn entstand durch die Vereinigung zweier älterer Ortschaften, nämlich dem Dorf St. Georgen am Inn rund um Pfarrkirche St. Georg und der Ansiedlung bei der Burg Wernstein.
Zur Zeit der frühen Kirchenorganisation im Mittelalter gehörte St. Georgen am Inn zur Urpfarre St. Severin. 1182 wurde St. Severin mit dem für die Verwaltung der Innbrücke zuständigen „Innbruckamt“ dem St. Ägidien-Spital in der Innstadt inkorporiert. Das „Innbruckamt“ verwaltete seither auch die dem Spital inkorporierten Pfarren, die vom jeweiligen „Bruckpfarrer“ zu vergeben waren. Zu diesen zählten neben St. Severin mit Schardenberg und St. Georgen am Inn auch St. Weihflorian, Kellberg, Hauzenberg, Kopfing, Münzkirchen und Tettenweis. Bald nach der Inkorporation von St. Severin wurde der Sitz dieser Pfarre in die Spitalskirche St. Ägidien/St. Gilgen verlegt, wo er bis 1653 verblieb.
Ein Kirchengebäude wurde 1284 urkundlich genannt. Der spätgotische Kirchenbau entstand im Ende des 15. Jahrhunderts. An der Nord- und Südseite wurden 1966/1967 an Stelle der älteren Zubauten zwei tonnengewölbte Stahlbetonanbauten nach Plänen von Edgar Telesko und Helmut Wertgarner errichtet.

## Architektur
An das einschiffige vierjochige Langhaus mit einem aus einem Achteckstern gebildeten Netzrippengewölbe – ähnlich der Filialkirche Irrsdorf im Land Salzburg – schließt ein eingezogener zweijochiger Chor mit einem Netzrippengewölbe und einem Fünfachtelschluss an. Die Strebepfeiler sind abgetreppt. Die dreiachsige Westempore ist netzrippenunterwölbt. Der halb eingestellte Westturm trägt eine Zwiebelhelm. Nördlich am Chor ist ein Kapellenanbau mit einem flachen Hängekuppelgewölbe.
Die Kirchenfenster, von Rudolf Kolbitsch entworfen, entstanden 1966/1967 in der Glaswerkstätte vom Stift Schlierbach.

## Ausstattung
Die neugotische Einrichtung entstand 1892/93. Im Langhaus ist eine Statue Leonhards aus der zweiten Hälfte des 15. Jahrhunderts, der Kopf ist erneuert. In der nördlichen Kapelle ist ein gotisches überlebensgroßes Kruzifix aus dem 15. Jahrhundert mit einer knienden Figur um 1610. Beim Kircheneingang sind gotische Schriftmarmorplatten aus dem 15. Jahrhundert.
Die Nischenfigur hl. Georg aus Betonguss am Turm nach dem Vorbild einer gotischen Figur im Kircheninneren schuf der Arzt und Bildhauer Alois Beham. Blockaltar, Tabernakel und Taufstein im Altarraum schuf der Bildhauer Karl Prantl. An der Südwand des Langhauses innen ein Jupiteraltar aus dem Jahr 230 n. Chr., der bei Bauarbeiten 1862 außen am Chorhaupt freigelegt wurde.